# Aleuroclava trachelospermi
Aleuroclava trachelospermi es un hemíptero de la familia Aleyrodidae, con una subfamilia: Aleyrodinae. Fue descrita científicamente en 1938 por Takahashi.